# 昭文社

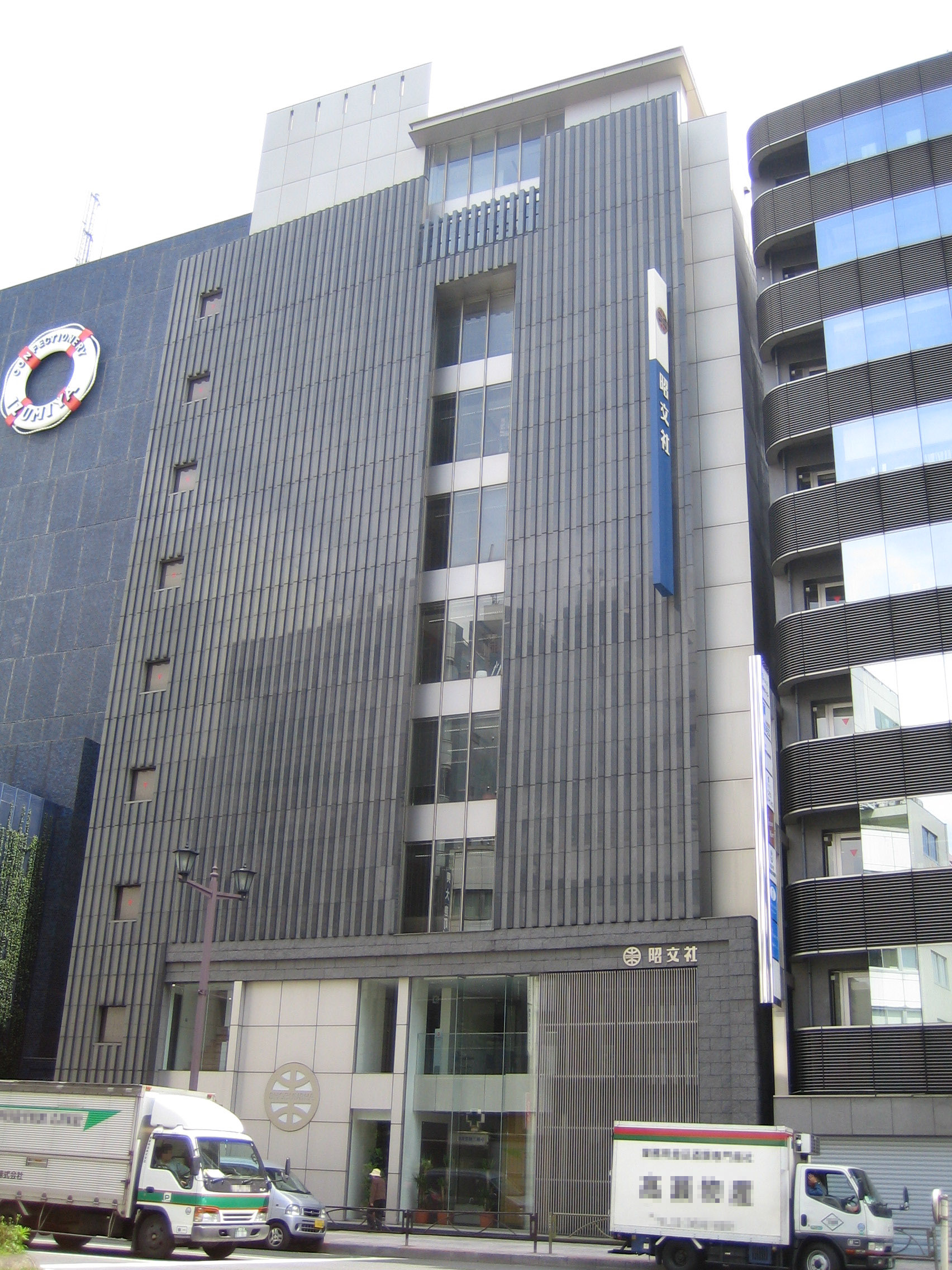
昭文社

昭文社（日语：株式会社昭文社，しょうぶんしゃ）是位於日本東京都千代田區麹町三丁目的一座地圖出版社，以出版公路地圖和旅行指南（日语：まっぷる）而著稱，在這一領域擁有壓倒性的市場份額。昭文社創建於1960年，最初總部位於大阪，在1968年總部遷移至東京。昭文社出版的公路地圖以日语：（mapple）為品牌，採用蘋果作為標誌，寓意其地圖同蘋果一樣新鮮優質。昭文社發行自世界地圖冊至日本國內各地區地圖冊的各種地圖冊，是日本唯一一家「所有作業均以自社進行就可發行所有種類的地圖」的出版社。

## 外部連結
- 昭文社ホームページ （页面存档备份，存于）
- 地図とガイドブックの昭文社的X（前Twitter）
- ことりっぷ的X（前Twitter）